# Џеси Ајзенберг
 Џеси Ајзенберг (енгл. Jesse Eisenberg; Квинс, 5. октобар 1983) амерички је глумац. Најпознатији је по улози Марка Закерберга у филму Дејвида Финчера по имену Друштвена мрежа, која му је — између осталог — донела номинацију за награде Оскар и Златни глобус.
У новијем серијалу филмова Супермен игра Суперменовог „непријатеља” Лекс Лутора: Бетмен против Супермена: Зора праведника, Лига правде.
Појавио се као специјални гост, кошаркашки менаџер у домаћој серији Жигосани у рекету.